# Шепетівський ліцей №1 ім. Героя України М. Дзявульського
Ліцей № 1 ім. Героя України М. Дзявульського Шепетівської міської ради Хмельницької області — освітній заклад, заснований 16 вересня 1991 року рішенням виконавчого комітету Шепетівської міської ради. Спочатку він функціонував як ліцей із загальноосвітньою школою І-ІІ ступенів, а у 2001 році був реорганізований у навчально-виховний комплекс (НВК) № 1, що об'єднував загальноосвітню школу І-ІІ ступенів та ліцей.

## Історія
16 вересня 1991 р. — рішенням Шепетівської міської ради відкрито ліцей із загальноосвітньою школою І-II ступенів.
1991—1996 р. — роки розбудови та становлення закладу, розвиток профільного навчання.
1996—2000 р. — роки стабілізації навчально-виховного процесу, перші перемоги на олімпіадах, конкурсах, впровадження нових технологій навчання.
2001 р. — заклад святкує 10-річчя з дня заснування; відкрито музей історії ліцею
2002—2006 р. — заклад працює за програмою «Школа здібностей».
2005 р. — педагогічний колектив став переможцем Всеукраїнського громадського огляду-конкурсу стану умов та охорони праці в закладах, установах МОН України.
2006 р. — ліцей атестовано з відзнакою.
2006 р. — ліцей став лауреатом Всеукраїнського конкурсу «100 кращих шкіл України» в номінації «Школа шкіл».
2009 р. — педагогічний колектив визначений переможцем Всеукраїнського конкурсу-захисту сучасної моделі «Школа сприяння здоров'ю».
2009 р. — педагогічний колектив занесений на міську Дошку пошани за результативну роботу із здібними, та обдарованими учнями.
2010 р. — учасник Всеукраїнського конкурсу «Портфоліо рідної школи», лауреат конкурсу «Школа майбутнього»
2014 р. — рішенням LXI сесії міської ради VI скликання від 27 листопада 2014 р. № 1 м. Шепетівки Шепетівському навчально-виховному комплексу № 1 у складі «Загальноосвітня школа І-ІІ ступенів та ліцей» присвоєно ім'я Героя України М. Дзявульського.
2015 р. — переможець обласного конкурсу на кращу модель школи XXI століття "Панорама творчості  в номінації «Школа здоров'я».
2017 р. — переможець Всеукраїнського освітнього проєкту «Відкривай Україну».
З 2017 р. — учасники науково-педагогічного проєкту «Інтелект України».
2018 р. — переможець освітнього екологічного проєкту в громаді «Zero Waste School».
2018—2021 рр. — учасник інноваційного освітнього проєкту всеукраїнського рівня «Я — дослідник».
2021 р. — переможець всеукраїнської програми «Healthy School»: заради здорових і радісних дітей.
2021 р. — переможець всеукраїнського освітнього проєкту з впровадження STEM-підходів у школах через реалізацію учнівських ідей за допомогою краудфандингу «Ідея — Є!»

## Пам'яті колеги
Він був Учитель!
Його любили учні, поважали колеги, батьки.
Світла Вам пам'ять, дорогий наш

Микола Степанович!
Дзявульський Микола Степанович
1958 — 2014
Працював в НВК № 1 вчителем географії, біології та заступником директора з науково-методичної роботи з серпня 1991 р. по серпень 2005 р.  Керівник Шепетівської міської громадської організації «Шепетівська спілка підприємців». Помічник-консультант народного депутата Ігора Сабія. Загинув у Києві на вулиці Інститутській від пострілу снайпера 20 лютого 2014 року.
Верховна Рада України проголосувала за присвоєння загиблим активістам Євромайдану звання Героя України. Рішенням сесії Шепетіської міської ради від 21.02.2014 р. вул. Шварца перейменовано на вул. Миколи Дзявульського.

## Адміністрація
- Гарбарець Валентина Миколаївна — директор Шепетівського НВК № 1. Спеціаліст вищої категорії. Загальний педагогічний стаж — 26 років.
- Пинда Наталія Михайлівна — заступник директора з навчально-виховної роботи, Відмінник освіти України, спеціаліст вищої категорії, учитель-методист. Стаж — 42 роки.
- Коновалова Галина Андріївна — заступник директора з навчально-виховної роботи, учитель-методист, спеціаліст вищої категорії. Стаж — 35 років.
- Дацко Людмила Яківна — заступник директора з науково-методичної роботи, учитель-методист, спеціаліст вищої категорії, стаж — 31 рік.
- Івасюк Ніонела Геннадіївна — заступник директора з виховної роботи, спеціаліст вищої категорії, учитель-методист. Стаж — 28 років.
- Дацюк Леся Віталіївна — практичний психолог, спеціаліст І категорії. Стаж — 20 років.
- Стецюк Наталія Федорівна — заступник директора з господарської роботи.
- Тимощук Ольга Олександрівна — соціальний педагог. спеціаліст другої категорії. Стаж — 18 років.
- Сорока Ольга Сергіївна — педагог-організатор, спеціаліст. Стаж — 7 років.

## Учнівське самоврядування
Учнівське самоврядування — це спосіб залучення  учнів до систематичної участі у навчально-виховному процесі. Це управління самими школярами справами учнівського колективу. Воно здійснюється в інтересах учнів і є формою демократичного життя учнівського колективу й школи в цілому.
Завдання учнівського самоврядування:
1. Залучення дітей та молоді до прийняття рішень.
2. Захист прав та інтересів учнів.
3. Реалізація інтересів учнів, підтримка їхніх здібностей, прав та свобод.
4. Створення умов для самореалізації учнів.
5. Налагодження контактів та реалізація спільних проектів, ініційованих учнями.

У школі відбуваються вибори президента, та подальша взаємодія парламентсько-президентського устрою у житті школи

Важливим фактором «паралелі» між реальними політичним рухом є опозиція «влада Народові!», яка запроваджує демократичний вплив учнів, які не є учасниками парламенту